# Explosion de la rue Saint-Jacques
Le texte peut changer fréquemment, n’est peut-être pas à jour et peut manquer de recul. 
Le titre et la description de l'acte concerné reposent sur la qualification juridique retenue lors de la rédaction de l'article et peuvent évoluer en même temps que celle-ci.
L'explosion de la rue Saint-Jacques est une explosion survenue le 21 juin 2023 au no 277 de la rue Saint-Jacques, dans le 5e arrondissement de Paris.
L'explosion, qui a fait trois morts et une cinquantaine de blessés, est soupçonnée d'avoir été causée par une fuite de gaz,. L'origine de la fuite, interne au bâtiment ou liée à des travaux à l'extérieur reste inconnue. Un incendie ultérieur a été maîtrisé par un important contingent de plus de 250 pompiers. Bien que l'immeuble ait été classé comme monument historique, aucun plan de prévention des risques ni de mise aux normes n'était en vigueur dans l'immeuble.

## Déroulement

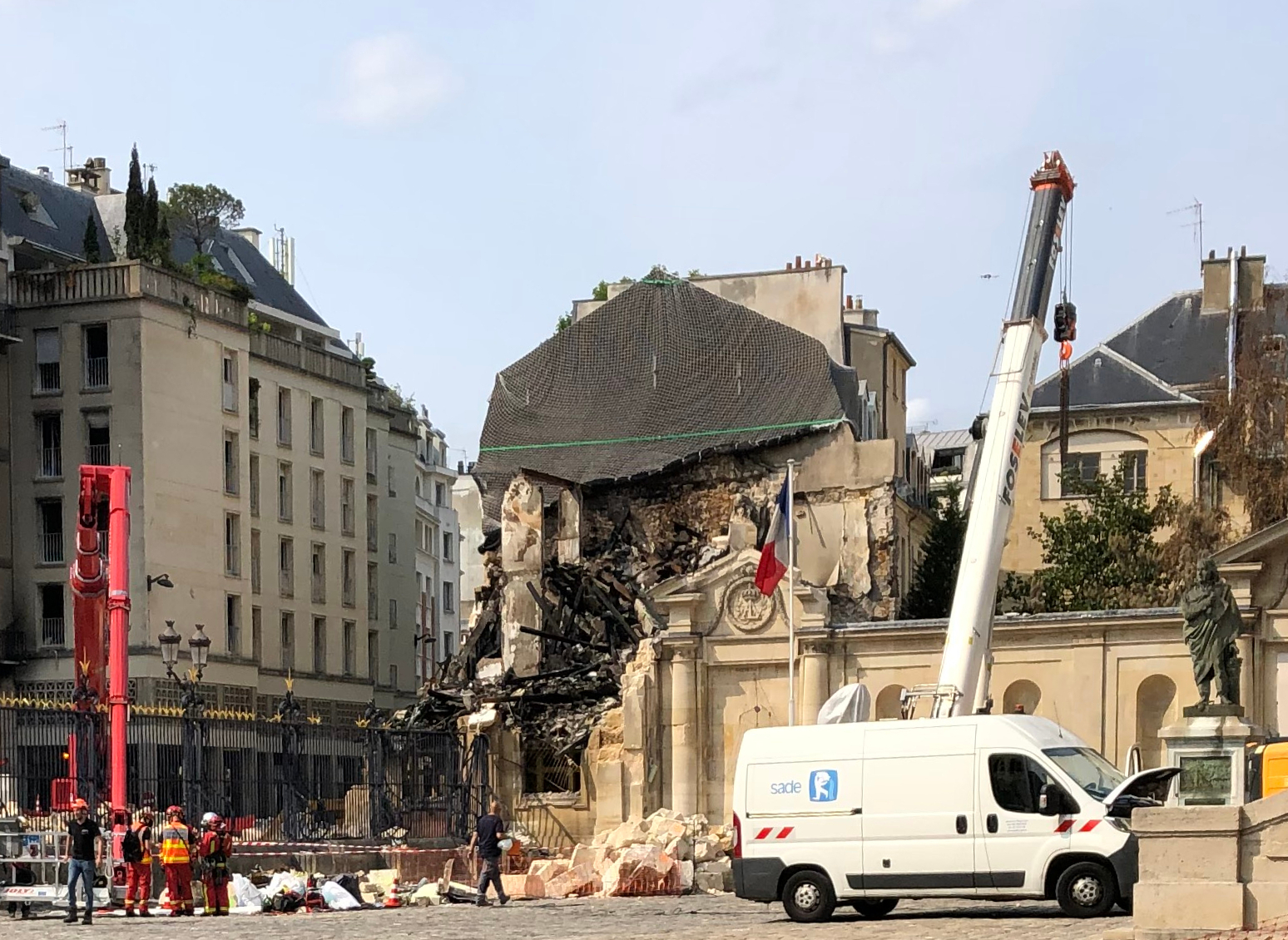
Le bâtiment abritant la Paris American Academy après l'explosion, vu depuis le parvis de l'église du Val-de-Grâce.

L'explosion se produit vers 16 h 55 et provoque un incendie. Selon Édouard Civel, adjoint au maire du 5e arrondissement, une forte odeur de gaz a été observée quelques instants avant l'explosion. La déflagration provoque l'effondrement du pavillon du XVIIe siècle fermant au nord-ouest la cour de l'église Notre-Dame du Val-de-Grâce, situé à quelques pas de l'hôpital militaire historique du même nom. Le bâtiment détruit, classé au titre des monuments historiques, abrite notamment une école privée, la Paris American Academy, et ouvre sur l'ancienne rue des Marionnettes.
La maire de l'arrondissement, Florence Berthout, décrit l'explosion comme extrêmement violente, et ayant provoqué le bris de verre des bâtiments aux alentours. Un autre témoin oculaire, le cinéaste gréco-français Costa-Gavras, déclare que la maison dans laquelle il se trouvait a été secouée par l'explosion, et qu'il a pensé d'abord qu'il s'agissait d'une violente tempête.

## Victimes
L'explosion a fait trois morts et une cinquantaine de blessés, dont six graves,. Des chiens de détection sont utilisés pour localiser de potentielles victimes coincées sous les décombres.